# Джон Чийвър
Джон Чийвър (на английски: John Cheever) е американски писател. Носител на награда Пулицър (1979).

## Биография
Роден е на 12 май 1912 г. в Куинси, Масачузетс.
Чийвър е един от най-големите майстори на късия разказ на ХХ век, определен от Елмър Леонард като „Чехов от предградията“.
В броя от 18 юли 1964 г. списание The New Yorker публикува разказа „Плувецът“, включен още същата година в сборника на Чийвър The Brigadier and the Golf Widow. През 1968 г. по него е заснет едноименният филм с Бърт Ланкастър в главната роля. По същото време се появяват и първите проблеми на Чийвър с алкохола и бързо започват да се влошават отношенията със съпругата му.
Почива на 18 юни 1982 г. в Ню Йорк.